# Лозаннский троллейбус
Лозаннский троллейбус — основной вид общественного транспорта в швейцарском городе Лозанне, действующий с 1932 года. Крупнейшая троллейбусная система в Швейцарии.
10 линий связывают все районы города и пригороды Лозанны. Большинство маршрутов проходит через центральную площадь Сан-Франсуа. Парк троллейбусов состоит из машин производства заводов Carrosserie Hess, FBW, NAW и Rochat-Lauber. В 2009 году насчитывал 58 одиночных и 35 сочленённых троллейбусов. Имеется 2 депо: Borde и Perrelet. Оператор — компания общественного транспорта TL.

## История
Первый маршрутный троллейбус вышел на улицы Лозанны 2 октября 1932 года. Лозаннский троллейбус оказался вторым в Швейцарии после Фрибура. Первый маршрут курсировал между железнодорожным вокзалом и Уши. Первые машины были выпущены швейцарскими заводами FBW и SWS. Троллейбусы FBW, находившиеся в эксплуатации до 1976 года, имели 22 сидячих и 31 стоячее место.
К 1964 году троллейбус постепенно вытеснил с лозаннских улиц городской трамвай. 7 января 1964 года троллейбусный маршрут № 7 заменил трамвайный маршрут — № 9, в последний раз вышедший на линию днём раньше. В 1964 году насчитывалось 10 троллейбусных маршрутов.
В 1969 году открыт пригородный маршрут на Шале-а-Гобе. В 1973 году троллейбус связал Лозанну с Эпалэнжем, в 1975 — с Лютри.

## Маршруты
- 1: Маладьер — Сан-Франсуа — Блешерет (22 остановки)
- 2: Маладьер-Лак — Уши — Сан-Франсуа — Дезер (25 остановок)
- 3: Железнодорожный вокзал — Белево (12 остановок)
- 4: Пюи — Железнодорожный вокзал — Сан-Франсуа — Кодрэ (20 остановок)
- 6: Маладьер — Шодерон — Сан-Франсуа — Саллаз (19 остановок)
- 7: Валь-Вер — Сан-Франсуа — Ренан-14 апреля (23 остановки)
- 8: Верьер — Сан-Франсуа — Белево — Гран-Мон (31 остановка)

- 9: Лютри-Корниш — Пюи — Сан-Франсуа — Прилли-Эглиз (25 остановок)
- 21: Железнодорожный вокзал — Блешерет (14 остановок)
- 25: Бурдонет — Маладьер — Монтшуази — Вокзал Пюи (19 остановок)